# Blastocaulon
Blastocaulon là một chi thực vật có hoa trong họ Eriocaulaceae.